# Меттмах
Меттмах (нем. Mettmach) — ярмарочная община (нем. Marktgemeinde) в Австрии, в федеральной земле Верхняя Австрия.
Входит в состав округа Рид-им-Иннкрайс. Население составляет 2549 человек (на 31 декабря 2005 года). Занимает площадь 30 км². Официальный код — 41215.

## Политическая ситуация
Бургомистр общины — Йохан Кацльбергер (АНП) по результатам выборов 2003 года.
Совет представителей общины (нем. Gemeinderat) состоит из 25 мест.
- АНП занимает 11 мест.
- СДПА занимает 9 мест.
- АПС занимает 5 мест.